# Cantó de Grenoble-1
El cantó de Grenoble-1  és un cantó francès del departament de la Isèra, situat al districte de Grenoble. Compta amb part del municipi de Grenoble.

## Municipis
- Grenoble

## Història
| Data d'elecció                           | Identitat              | Partit      | Qualitat |
| ---------------------------------------- | ---------------------- | ----------- | -------- |
| 1973-1985                                | Raymond Espagnac       | PS          |          |
| 1985-1992                                | Jean-Jacques Guillemot | UDF-Radical |          |
| 1992-1998                                | Yves Machefaux         | UDF-Radical |          |
| 1998-2004                                | Jean-Paul Giraud       | PS          |          |
| 2004-                                    | Olivier Bertrand       | Verts-EE    |          |
| les dades anteriors no són pas conegudes |                        |             |          |
|                                          |                        |             |          |

## Demografia
| 1962 | 1968 | 1975 | 1982 | 1990 | 1999   | 2007   |
| ---- | ---- | ---- | ---- | ---- | ------ | ------ |
| -    | -    | -    | -    | -    | 32.896 | 32.596 |